# Državna cesta D72
D72 je državna cesta u Hrvatskoj. Ukupna daljina iznosi 2,7 km.

## Naselja
- Slavonski Brod